# Ovulatie

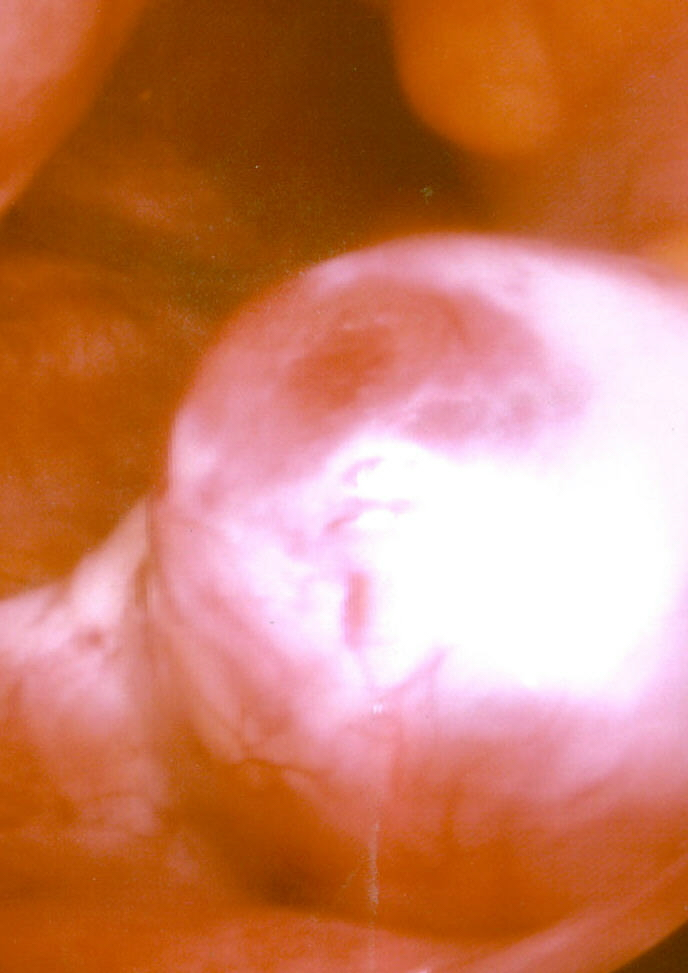
Ovulatie in de eierstok

De ovulatie of eisprong is het gereedkomen van een eicel uit de eierstok.
Dit proces vindt bij de vrouw eenmaal per menstruatiecyclus plaats, in het midden van de cyclus. Daarbij komt er in een van de twee eierstokken een eicel tot rijping. Het moment dat de eicel door de eierstok wordt afgestoten, heet de eisprong. Dit wordt zo genoemd omdat de ovaria niet rechtstreeks aan de eitrechter en dus de eileider (of het oviduct) vastzitten, maar met een vlies onder de trechter 'hangen'. Het rijpe eicelletje moet dus bij de ovulatie een kleine 'sprong' maken om in de eileider terecht te komen.
De eicel wordt via de eileider naar de baarmoeder (oftewel de uterus) getransporteerd.
Omdat zaadcellen in het lichaam van de vrouw meerdere dagen kunnen blijven leven, is het niet noodzakelijk op de dag van de ovulatie geslachtsgemeenschap te hebben om een bevruchting te laten plaatsvinden. Met een ovulatietest kan de LH-piek worden opgespoord. De ovulatie vindt plaats 20-48 uur na de start LH-piek. Dit is de meest vruchtbare periode van de menstruatiecyclus, dat wil zeggen de meest kansrijke om zwanger te worden.
Na de ovulatie kan de eicel nog slechts enkele uren bevrucht worden door een zaadcel om tot de ontwikkeling van een embryo te komen.
In sommige gevallen komen er bij toeval twee eicellen tot rijping per cyclus. In geval van bevruchting kan op die manier een twee-eiige tweeling ontstaan.
Indien de eicel niet bevrucht wordt, komt 10 tot 16 dagen na de eisprong de menstruatie.
Op 11 juni 2008 verscheen in het blad New Scientist een artikel over de Belgische professor Jaques Donnez, die erin slaagde duidelijke foto's te nemen van een eisprong. Tot dan toe was dat altijd zeer moeilijk gebleken.

## Afwijkingen
Wanneer een vrouw in de vruchtbare fase van haar leven geen eisprong krijgt, wordt gesproken van anovulatie. Anovulatie, dus afwezigheid van ovulatie, dient niet verward te worden met amenorroe: de afwezigheid van menstruatie. Anovulatoire vrouwen kunnen nog steeds enkele menstruaties hebben. Bij paren met onvervulde kinderwens wordt in 20 - 25% van de gevallen de diagnose anovulatie gesteld.